# Dziennik podróży
Dziennik podróży – odmiana dziennika, stanowiąca dokonywany na bieżąco zapis przebiegu i wrażeń z podróży. Od innych form relacji podróżniczych różni się tym, że jest dokonywana z dnia na dzień i akcentuje silnie osobę autora, jego uczucia i refleksje (również na tematy ogólne), zawiera elementy literackie.
Dzienniki podróży były szczególnie popularne w okresie oświecenia i romantyzmu (chociaż pisywane były już wcześniej). Niektóre dzienniki podróży to: Dziennik podróży do Lizbony Henry'ego Fieldinga, Diariusz z podróży do Włoch Marii Wirtemberskiej oraz Dziennik podróży do Tatrów Seweryna Goszczyńskiego.